# Jack Tuyp
Jacobus Johannes Tuyp dit Jack Tuyp, né le 23 août 1983 à Volendam aux Pays-Bas, est un joueur de football néerlandais, qui évolue au poste d'attaquant.

## Biographie
Il termine meilleur buteur du championnat des Pays-Bas D2 lors de la saison 2007-08 avec 26 buts inscrits. Il récidive lors de la saison 2011-12 avec 20 buts, puis en 2012-13 avec 22 buts.